# Cryptophis nigrescens
Espèce
Synonymes
- Hoplocephalus nigrescens Günther, 1862
- Alecto permixta Jan, 1863
- Hoplocephalus assimilis Macleay, 1885

Cryptophis nigrescens est une espèce de serpents de la famille des Elapidae.

## Répartition
Cette espèce est endémique du sud-est de l'Australie. Elle se rencontre au Queensland, en Nouvelle-Galles du Sud et au Victoria.

## Description

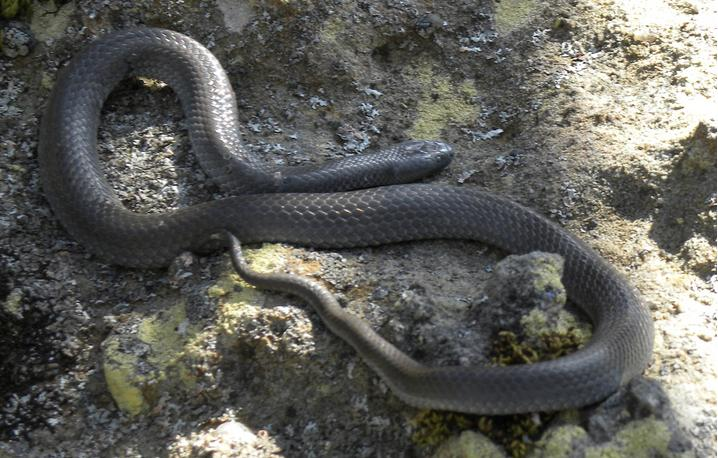
Cryptophis nigrescens.

C'est un serpent venimeux et vivipare.

## Publications originales
- Günther, 1862 : On new species of snakes in the collection of the British Museum. Annals and Magazine of Natural History, ser. 3, vol. 9, p. 124-132 (texte intégral).